# Lesley Anne Mitchell
Lesley Anne Mitchell (* 5. August 1988 in Sydney) ist eine australische Filmschauspielerin.
Bekannt wurde sie 2006 mit der Rolle der „Brooke Solomon“ in der 2. Staffel der australischen Jugendserie Blue Water High. 2009 spielte sie im Thriller Knowing – Die Zukunft endet jetzt die Nebenrolle der „Stacey“. Danach hatte sie keine nennenswerten Auftritte mehr.

## Filmografie
- 2006: Blue Water High (Fernsehserie, 26 Folgen)
- 2009: Knowing – Die Zukunft endet jetzt (Knowing)